# Zhengdian
De Zhengdian (Politieke canon) was een uit 35 juan bestaande Chinese verhandeling over de geschiedenis van politieke instellingen. Het werk was aan het einde van de regeerperiode Kaiyuan (開元, 713-741) van keizer Xuanzong samengesteld door Liu Zhi, vierde zoon van de historicus Liu Zhiji (661–721). 
Het werk zelf is verloren geraakt, maar omdat het voor Du You diende als voorbeeld voor zijn Tongdian, zijn sommige delen bewaard gebleven.